# Seke-Banza
Seke-Banza este un oraș în  provincia Bas-Congo, Republica Democrată Congo. În 2012 avea o populație de 6 286 de locuitori, iar în 2004 avea 5 150.